# Дубинки (Яворівський район)
Дубинки́ — село в Україні, у Яворівському районі Львівської області. Населення становить 112 осіб. Орган місцевого самоврядування - Мостиська міська рада.